# Flatmania
Flatmania ist eine französische Zeichentrickserie, die zwischen 2004 und 2006 produziert wurde.

## Handlung
Der 13-jährige Vincent und die gleichaltrige Kyu haben eine Leidenschaft für das Lesen. Eines Tages wird für sie ein Traum wahr und sie werden beim Lesen durch einen magischen Wirbelsturm in die Welt eines Magazins hineingezogen. Diese Welt heißt Flatmania und zeichnet sie dadurch aus, dass alles so flach wie Papier ist und die bedruckten Seiten zum Leben erwachen.
Gemeinsam erkunden Kyu und Vincent die Welten der unterschiedlichen Magazine und erleben dabei spannende Abenteuer. Dabei sind sie auch auf der Suche nach einem Riss im Papier, der sie weiter durch das Magazin befördert und womöglich bis zum Ende des Magazin und somit in die reale Welt zurück befördert.

## Produktion und Veröffentlichung
Die Serie wurde zwischen 2004 und 2005 in Frankreich produziert. Dabei sind 26 Doppelfolgen entstanden.
Die deutsche Erstausstrahlung fand am 3. Juli 2006 auf Nick Deutschland statt.

## Episodenliste
| Folge | deutscher Titel                                 | deutsche Erstausstrahlung | Originaltitel                                          |
| 1     | Star-Wahn / Virenalarm                          | 03.07.2006                | Starlet Today! / Chemistry Today!                      |
| 2     | Pferdekuss / Nicht von dieser Welt              | 04.07.2006                | Horses Today! / Paranormal Today!                      |
| 3     | Geschichte scheibenweise / Noch schöner wohnen  | 05.07.2006                | History Today! / Decoration Today!                     |
| 4     | Heiße Öfen / Verfluchte Mumie!                  | 06.07.2006                | Wild Chrome Today! / Pyramids Today!                   |
| 5     | Spielplatz-Prinzessin / Geld regiert den Riss   | 07.07.2006                | Family Today! / Management Today!                      |
| 6     | Extrem gesund / Frohes Fest!                    | 11.10.2006                | Health Today / Christmas Today!                        |
| 7     | Drachenflug / Schachmatt                        | 10.07.2006                | Kites Today! / Games Today!                            |
| 8     | Ab ins All! / Klonversuche                      | 11.07.2006                | Space Today! / Astronomy Today!                        |
| 9     | Heldenhaft mit Eco-Man / Prä-Hysterie           | 12.07.2006                | Eco-Man Today! / Pre-History!                          |
| 10    | Harmlose Haustiere? / Vampir ohne Biss          | 13.07.2006                | Pets Today! / Halloween Today!                         |
| 11    | Schwimmstunde / Vorsicht Klassik!               | 14.07.2006                | Swimming Today! / Classical Music Today!               |
| 12    | Nur ein Spiel / Die Camper                      | 17.07.2006                | Video Games Today! / Camping Today!                    |
| 13    | Computer-Innenleben / Die Snowboarder           | 22.09.2006                | Computer Today! / Ski Today!                           |
| 14    | Harmonische Unordnung / Eine Kunstgeschichte    | 18.07.2006                | Harmony Today! / Fine Arts Today!                      |
| 15    | Hochzeits-Ringen / Das Rock-Idol                | 19.07.2006                | Weddings Today! / Special Rock Today!                  |
| 16    | Karate-Kyu / Riss-Rennen                        | 20.07.2006                | Martial Arts Today! / Cool Wheels Today!               |
| 17    | Wrestling-Wahn / Das Riesenbaby                 | 21.07.2006                | Pro-Wrestling Today! / Babies Today!                   |
| 18    | Die geklauten Glücksschuhe / Uuund Action!      | 24.07.2006                | Basketball Today! / Cinema Today!                      |
| 19    | Total in / Kriminell                            | 25.07.2006                | Fashion Today! / Detective Today!                      |
| 20    | Märchenstunde / Willkommen in der Soap!         | 26.07.2006                | Fairy Tales Today! / Romance Today!                    |
| 21    | Zapping / An- und Verkauf                       | 27.07.2006                | Television Today! / Shop’n Swap Today!                 |
| 22    | Am Haken / Puppenspiel                          | 28.07.2006                | Fishing Today! / Dolls Today!                          |
| 23    | Schiff Ahoi! / Hochbegabt                       | 31.07.2006                | Boating Today! / Back To School Today!                 |
| 24    | Basteln mit Kyu / Flugstunde                    | 01.08.2006                | Crafts Today / Aviation Today!                         |
| 25    | Wer nicht fragt, bleibt dumm / Endlich Rentner! | 02.08.2006                | Fun Facts For Kids Today! / Retiree Today!             |
| 26    | Durchreis(s)en / Persönlichkeitstest            | 03.08.2006                | Sensational News Today! / Test Your Personality Today! |